# S/S Ukkopekka
S/S Ukkopekka är ett ångfartyg byggt på Sandvikens Skeppsdocka och Mekaniska Verkstad i Sandviken i Helsingfors 1938.
Fartyget har en kompoundångmaskin byggd i Finland efter tyska ritningar. Ursprungligen var fartygsmaskinen tänkt att installeras i ett krigsfartyg. Maskinen är på 380 hästkrafter och är trecylindrig. Ukkopekka har påståtts vara världens äldsta propellerdrivna ångfartyg med originalmaskin, men slås i detta avseende till exempel av svenska S/S Mariefred med ångmaskin från 1903. Under 1970-talet byttes den gamla koleldade ångpannan ut mot en oljeeldad tryckpanna och kolboxarna gjordes om till bränsletankar. Åren 1987–1988 fick hon en tillbyggnad i form av en restaurang.
S/S Ukkopekka tar 199 passagerare och trafikerar numera rutten Åbo – Nådendal. 

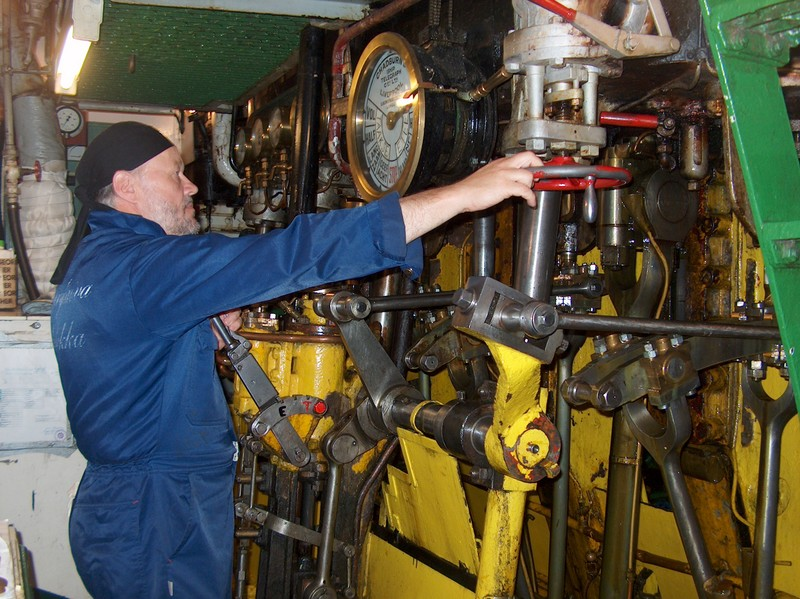
Trippelexpansionsångmaskin

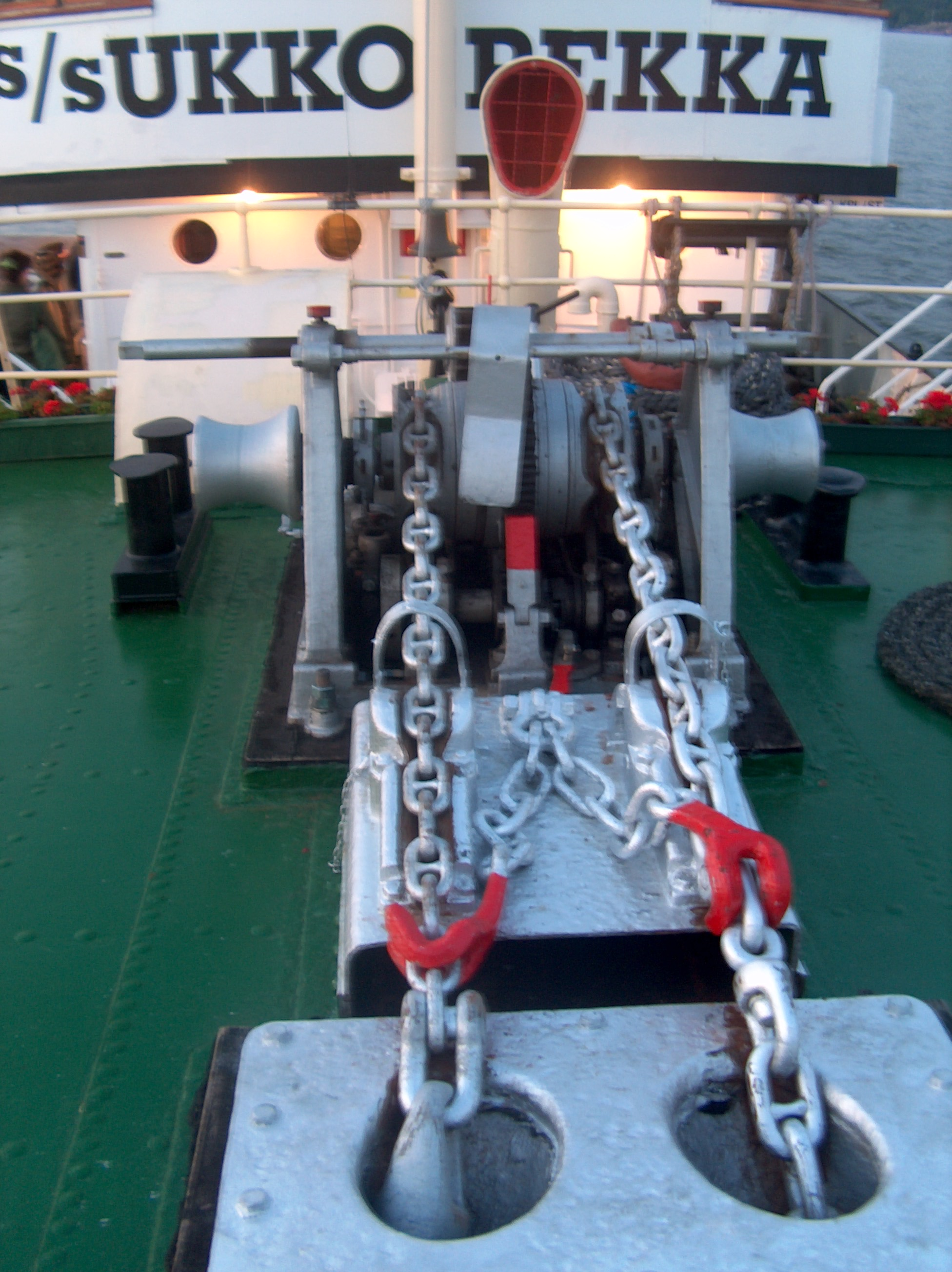
Ångdrivet ankarspel.

Bordsplatser i restaurangsalongerna sammanlagt 150. Restaurangsalonger i två våningar samt soldäck.